# Panesthia transversa
Panesthia transversa är en kackerlacksart som beskrevs av Hermann Burmeister 1838. Panesthia transversa ingår i släktet Panesthia och familjen jättekackerlackor. Inga underarter finns listade i Catalogue of Life.